# Vikariát Písek
Vikariát Písek je jedním z deseti vikariátů českobudějovické diecéze. Skládá se z 29 farností, okrskovým vikářem je P. Mgr. Petr Maxmilián Koutský, CFSsS. Post vikariátního sekretáře není obsazen.
V rámci reformy církevní správy a zlepšení jejího řízení proběhla v roce 2019 reorganizace celé diecéze, kdy k 1. lednu 2020 bylo 113 farností z původních 354 sloučeno s jinými do větších územních celků. Reforma se dotkla i píseckého vikariátu, v němž klesl počet farností na 29. Při této reorganizaci se farnost Březnice u Příbrami stala právním nástupcem farností Bubovice a Drahenice, farnost Kovářov právním nástupcem farnosti Kostelec nad Vltavou, farnost Mirotice nástupcem farnosti Radobytce, farnost Mirovice nástupcem farností Orlík nad Vltavou a Pohoří a farnost Protivín nástupcem farností Krč a Myšenec.

## Farnosti vikariátu
| Farnost                        | Správce                                                                         | Další duchovní ve farnosti | Sloučené zaniklé farnosti    | Farní kostel                                                  | Další kostely |
| ------------------------------ | ------------------------------------------------------------------------------- | --- | ---------------------------- | ------------------------------------------------------------- | --- |
| Albrechtice nad Vltavou        | R. D. Ing. Mgr. Vítězslav Holý administrátor excurrendo                         | |                              | Kostel svatého Petra a Pavla                                  | |
| Bernartice (u Milevska)        | P. Ján Quirín Barník, OPraem. administrátor excurrendo                          | Augustin Jarolímek Karel Sádlo trvalí jáhni |                              | Kostel svatého Martina z Tours                                | - Kostel svaté Rozálie (Bernartice) |
| Březnice u Příbrami            | R. D. PhDr. Mgr. Jozef Gumenický administrátor                                  | Mgr. et Mgr. Václav Benda trvalý jáhen | - Bubovice - Drahenice       | Kostel svatého Ignáce z Loyoly a svatého Františka Xaverského | - Kostel svatého Rocha (Březnice) - Kostel svatého Václava (Bubovice) - Kostel Neposkvrněného Početí Panny Marie (Drahenice) - Kostel svaté Barbory (Pročevily)          |
| Čimelice                       | P. Mgr. Ludvík František Hemala, CFSsS administrátor excurrendo                 | Bc. Josef Košatka Bc. Jiří Kabíček trvalí jáhni |                              | Kostel Nejsvětější Trojice                                    | |
| Čížová                         | R. D. Mgr. Jan Skibiński administrátor excurrendo                               | P. Mgr. Ludvík František Hemala, CFSsS R. D. Bc. Viktor Jaković farní vikáři                                                                                     |                              | Kostel svatého Jakuba Staršího                                | |
| Heřmaň u Písku                 | P. Mgr. Petr Maxmilián Koutský, CFSsS administrátor excurrendo                  | R. D. Ing. Jan Mičánek výpomocný duchovní |                              | Kostel svatého Jiljí                                          | |
| Hvožďany                       | R. D. Mgr. Petr Misař administrátor excurrendo                                  | |                              | Kostel Navštívení Panny Marie a svatého Prokopa               | |
| Chraštice                      | R. D. PhDr. Mgr. Jozef Gumenický administrátor excurrendo                       | Mgr. et Mgr. Václav Benda trvalý jáhen |                              | Kostel Nanebevzetí Panny Marie                                | |
| Chřešťovice                    | R. D. Ing. Mgr. Vítězslav Holý administrátor excurrendo                         | |                              | Kostel svatého Jana Křtitele na poušti                        | - Kostel Navštívení Panny Marie (Kluky) |
| Chyšky                         | P. Mgr. et PhDr. Přemysl Bedřich Hanák, OPraem., Ph.D. administrátor excurrendo | Bc. Jiří Kabíček trvalý jáhen |                              | Kostel svatého Prokopa                                        | |
| Kestřany                       | P. Mgr. Petr Maxmilián Koutský, CFSsS administrátor excurrendo                  | |                              | Kostel svaté Kateřiny                                         | - Kostel svatého Brikcí (Dobev) |
| Klučenice                      | P. Mgr. Vavřinec Martin Šiplák, O.Praem. administrátor excurrendo               | |                              | Kostel svatého Jana Křtitele a svatého Antonína Velikého      | |
| Kovářov                        | P. Mgr. Vavřinec Martin Šiplák, O.Praem. administrátor excurrendo               | R. D. Josef Charypar výpomocný duchovní | - Kostelec nad Vltavou       | Kostel Všech svatých                                          | - kostel Narození Panny Marie (Kostelec nad Vltavou) - Kostel svatého Filipa a Jakuba (Předbořice)                                                                       |
| Květov                         | P. Mgr. et PhDr. Přemysl Bedřich Hanák, OPraem., Ph.D. administrátor excurrendo | Bc. Jiří Kabíček Karel Sádlo Zdeněk Šmelc trvalí jáhni |                              | Kostel svatého Jana Křtitele a Panny Marie                    | - Kostel svatého Bartoloměje (Červená) |
| Lašovice                       | P. Mgr. Vavřinec Martin Šiplák, O.Praem. administrátor excurrendo               | Bc. Jiří Kabíček trvalý jáhen |                              | Kostel Navštívení Panny Marie                                 | |
| Milevsko                       | P. Mgr. et PhDr. Přemysl Bedřich Hanák, OPraem., Ph.D. administrátor            | P. Mgr. Vavřinec Martin Šiplák, O.Praem. P. Quirin Ján Barník OPraem. farní vikáři Karel Sádlo Augustin Jarolímek Bc. Jiří Kabíček trvalí jáhni                  |                              | Kostel Navštívení Panny Marie                                 | - Kostel svatého Bartoloměje (Milevsko) - Kostel svatého Jiljí (Milevsko)                                                                                                |
| Mirotice                       | P. Mgr. František Ludvík Hemala CFSsS administrátor excurrendo                  | Bc. Jiří Kabíček Bc. Josef Košatka trvalí jáhni | - Radobytce                  | Kostel svatého Jiljí                                          | - kostel svatého Ondřeje (Radobytce) |
| Mirovice                       | R. D. PhDr. Mgr. Jozef Gumenický administrátor excurrendo                       | Bc. Jiří Kabíček Bc. Josef Košatka trvalí jáhni | - Orlík nad Vltavou - Pohoří | Kostel svatého Klementa                                       | - Kostel svatého Petra a Pavla (Pohoří) - Kostel svatého Prokopa (Staré Sedlo) - Kostel svatého Jana Křtitele (Stražiště) - Kostel svatého Karla Boromejského (Zalužany) |
| Nadějkov                       | R. D. Ing. Mgr. Pavel Němec, DiS. administrátor excurrendo                      | |                              | Kostel Nejsvětější Trojice                                    | |
| Oslov                          | R.D. Ing. Mgr. Vítězslav Holý administrátor excurrendo                          | |                              | Kostel svatého Linharta                                       | - Kostel svaté Anny (Oslov) |
| Písek                          | R. D. Mgr. Jan Skibiński administrátor                                          | P. Mgr. Petr Maxmilián Koutský, CFSsS výpomocný duchovní P. Mgr. František Ludvík Hemala CFSsS R. D. Bc. Viktor Jaković farní vikáři Karel Lednický trvalý jáhen |                              | Kostel Narození Panny Marie                                   | - Kostel svatého Karla Boromejského (Písek) - Kostel svatého Václava (Písek)                                                                                             |
| Písek – DS u kostela sv. Kříže | R. D. Bc. Viktor Jaković rektor kostela                                         | |                              | Kostel Povýšení svatého Kříže (Písek)                         | |
| Protivín                       | P. Jozef Fekete, SJ administrátor excurrendo                                    | R. D. Ing. Jan Mičánek výpomocný duchovní | - Krč - Myšenec              | Kostel svaté Alžběty Portugalské                              | - Kostel svatého Václava (Krč) - Kostel svatého Havla (Myšenec) - Kostel svaté Anny (Protivín)                                                                           |
| Putim                          | P. Mgr. Petr Maxmilián Koutský, CFSsS administrátor excurrendo                  | P. Mgr. František Ludvík Hemala CFSsS farní vikář |                              | Kostel svatého Vavřince                                       | |
| Sepekov                        | P. Ján Quirín Barník, OPraem. administrátor excurrendo                          | Zdeněk Šmelc trvalý jáhen |                              | Kostel Jména Panny Marie                                      | |
| Starý Rožmitál                 | P. Mgr. Petr Misař administrátor                                                | |                              | Kostel Povýšení svatého Kříže                                 | - Kostel svatého Jana Nepomuckého (Rožmitál pod Třemšínem) |
| Tochovice                      | R. D. PhDr. Mgr. Jozef Gumenický administrátor excurrendo                       | Mgr. et Mgr. Václav Benda trvalý jáhen |                              | Kostel svatého Martina z Tours                                | |
| Veselíčko                      | P. Ján Quirín Barník, OPraem. administrátor excurrendo                          | Augustin Jarolímek Karel Sádlo trvalí jáhni |                              | Kostel svaté Anny                                             | |
| Záhoří                         | R.D. Ing. Mgr. Vítězslav Holý administrátor                                     | |                              | Kostel svatého Michaela archanděla                            | |